# Denominações de origem portuguesas
Em Portugal, como em vários países, a Denominação de Origem designa vinhos cujas características e individualidade são indissociáveis de uma região geográfica determinada, incluindo os factores naturais e humanos. Para beneficiar de uma Denominação de Origem todo o processo de produção do vinho é rigorosamente controlado, desde a vinha até ao consumidor, cumprindo uma selecção de castas autorizadas para cada região,  métodos de vinificação e características organolépticas. Cabe às Comissões Vitivinícolas Regionais fazer este controlo, garantindo a genuinidade dentro das suas regiões demarcadas (Lei nº. 8/85, de 4 de Junho).
Com a adesão de Portugal à Comunidade Europeia, adoptou-se a nomenclatura comunitária de classificação dos vinhos VQPRD (Vinho de Qualidade Produzido em Região Determinada). Em Portugal esta designação abrange todos os vinhos DOC (Denominação de Origem Controlada), e IPR (Indicação de Proveniência Regulamentada). Existe ainda uma nomenclatura própria para os vinhos licorosos e espumantes: VLQPRD - Vinho Licoroso de Qualidade Produzido em Região Determinada; VEQPRD - Vinho Espumante de Qualidade Produzido em Região Determinada; VFQPRD - Vinho Frisante de Qualidade Produzido em Região Determinada.

## História
Portugal foi o primeiro país do mundo a criar uma região vinícola protegida, foi a Região Demarcada do Douro, criada em 1756 pelo Marquês de Pombal para assegurar a qualidade do Vinho do Porto. Assim nasceu o conceito jurídico de "Região demarcada",  delimitação de uma zona de lavoura estanque, abrangida por legislação especial para defesa e promoção da produção vinícola inconfundível de cada uma. Posteriormente, outras regiões demarcadas vieram a ser criadas em Portugal, entre outras:
- Região Demarcada do Douro
- Vinhos Verdes
- Região Demarcada do Dão (1908)
- Colares DOC
- Bucelas DOC
- Moscatel de Setúbal
- Carcavelos DOC

Após a adesão à União Europeia, em 1986, Portugal adotou o sistema VQPRD, Vinho de Qualidade Produzido em Região Determinada, idêntico aos congéneres francês, italiano e espanhol, que actualmente preside às Regiões Demarcadas.

## Denominação de Origem Controlada (DOC)

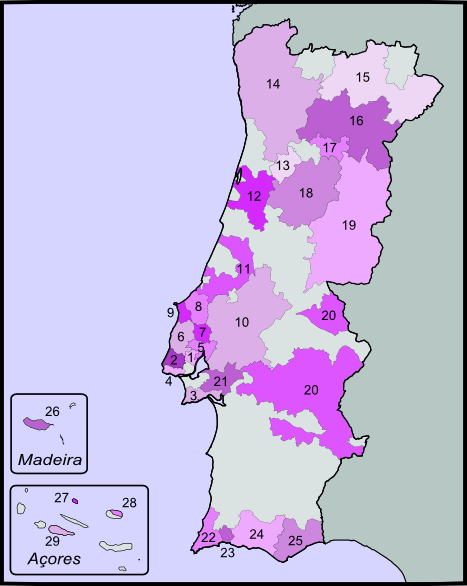
Regiões de Vinhos DOC e IPR Portugueses: 1. Bucelas DOC, 2. Colares DOC, 3. Setúbal DOC, 4. Carcavelos DOC, 5. Alenquer DOC, 6. Torres Vedras DOC, 7. Arruda DOC, 8. Óbidos DOC, 9. Lourinhã DOC (produtora de aguardente), 10. Ribatejo DOC, 11. Encostas d'Aire DOC, 12. Bairrada DOC, 13. Lafões IPR, 14. Vinho Verde DOC, 15. Trás-os-Montes DOC, 16. Porto DOC & Douro DOC, 17. Távora-Varosa DOC, 18. Dão DOC, 19. Beira Interior DOC, 20. Alentejo DOC, 21. Palmela DOC, 22. Lagos DOC, 23. Portimão DOC, 24. Lagoa DOC, 25. Tavira DOC, 26. Madeira DOC & Madeirense DOC, 27. Graciosa IPR, 28. Biscoitos IPR, 29. Pico IPR

DOC, Denominação de Origem Controlada é a sistema utilizado para vinhos, queijos, manteigas e produtos agrícolas portugueses. Esta designação é atribuída a vinhos produzidos em regiões geograficamente delimitadas, que cumprem um conjunto de regras consignadas em legislação própria. Para além de proteger a designação de origem, também procura assegurar a qualidade dos vinhos de cada região, designadamente estabelecendo as castas recomendadas, os métodos de vinificação, o teor alcoólico mínimo, os rendimentos por hectare e os períodos de envelhecimento em garrafa ou em cascos. Para garantir o cumprimento das normas estabelecidas, os produtores têm que submeter amostras dos seus vinhos às comissões vitivinícolas regionais. Hoje existem 31 regiões DOC em Portugal, segundo os dados da ViniPortugal. Em 2009 era apenas 19 regiões, muitas IPRs tornaram-se DOCs nesse período. Todas as mais antigas regiões produtoras portuguesas usufruem deste estatuto.
- Alenquer DOC
- Alentejo DOC, com oito subregiões: Borba, Evora, Granja-Amareleja, Moura, Portalegre, Redondo, Reguengos e Vidigueira.
- Arruda DOC
- Bairrada DOC
- Beira Interior DOC, com três subregiões: Castelo Rodrigo, Cova da Beira e Pinhel.
- Borba DOC
- Bucelas DOC
- Carcavelos DOC
- Colares DOC
- Dão DOC, com sete subregiões: Alva, Besteiros, Castendo, Serra da Estrela, Silgueiros, Terras de Azurara e Terras de Senhorim; e uma designação especial: Dão Nobre.
- Douro DOC, com três subregiões: Baixo Corgo, Cima Corgo e Douro Superior; e uma designação especial: Moscatel do Douro.
- Encostas de Aire DOC, com duas subregiões: Alcobaça e Ourém.
- Lagoa DOC
- Lagos DOC
- Madeira DOC
- Porto DOC
- Portalegre DOC
- Portimão DOC
- Redondo DOC
- Reguengos DOC
- Setúbal DOC, com duas designações especiais: Moscatel de Setúbal e Setúbal Roxo.
- Tavira DOC
- Vidigueira DOC
- Vinho Verde DOC, com nove subregiões: Amarante, Ave, Baião, Basto, Cávado, Lima, Monção e Melgaço, Paiva e Sousa; e com duas designações especiais: Vinho Verde Alvarinho e Vinho Verde Alvarinho Espumante.
- Do Tejo DOC (substitui Ribatejo DOC), com seis subregiões Almeirim, Cartaxo, Chamusca, Coruche, Santarém e Tomar.
- Trás-os-Montes DOC, com três subregiões: Chaves, Planalto Mirandês e Valpaços.

## Indicação de Proveniência Regulamentada (IPR)
IPR, Indicação de Proveniência Regulamentada é a designação atribuída a vinhos que, embora gozando de características particulares, terão de cumprir todas as regras estabelecidas para a produção de vinhos de grande qualidade durante um período mínimo de cinco anos para poderem, então, passar à classificação de DOC.
- Alcobaça IPR
- Almeirim IPR
- Arrabida IPR
- Arruda IPR
- Biscoitos IPR
- Cartaxo IPR
- Castelo Rodrigo IPR
- Chamusca IPR
- Chaves IPR
- Coruche IPR
- Cova de Beira IPR
- Encostas da Aire IPR
- Encostas da Nave IPR
- Evora IPR
- Graciosa IPR
- Granja Amareleja IPR
- Lafões IPR
- Moura IPR
- Óbidos IPR
- Palmela IPR
- Pico IPR
- Pinhel IPR
- Planalto Mirandes IPR
- Santarém IPR
- Tomar IPR
- Torres Vedras IPR
- Valpaços IPR
- Varosa IPR

## Vinhos regionais
Vinho Regional é a classificação dada a vinhos de mesa com indicação da região de origem. São vinhos produzidos na região específica cujo nome adoptam, elaborados com um mínimo de 85% de uvas provenientes da mesma região, de castas autorizadas (Decreto-Lei nº. 309/91, de 17 de Agosto).
- Algarve VR
- Beiras VR
- Estremadura VR
- Tejo VR
- Rios do Minho VR
- Terras do Sado VR
- Transmontano VR

## Outras designações
Para além destes, existem ainda os Vinhos de Mesa, vinhos que não se enquadram nas designações atrás referidas, seja pela combinação de castas, vinificação ou outras características, são considerados vinhos de mesa.